# Maikel Kieftenbeld
Maikel Kieftenbeld (* 26. června 1990, Dalfsen, Nizozemsko) je nizozemský fotbalový záložník, který v současnosti působí v klubu FC Groningen.
V Groningenu je kapitánem.

## Reprezentační kariéra
Nastupoval za Jong Oranje (nizozemská jedenadvacítka).